# پیرولات
پیرولات (CP-32,387) یک داروی آنتی‌هیستامین با ساختار شیمیایی سه‌حلقه‌ای است که به عنوان یک «ضد حساسیت‌زا» ثبت شده است. این دارو هرگز به بازار عرضه نشد و در متون و مراجع علمی بسیار کم به آن اشاره شده است.